# Musée européen de l'Aviation de chasse
Le musée européen de l'Aviation de chasse présente au public des avions de chasse et des aéronefs de l'aviation civile. Il est situé sur l'aérodrome de Montélimar-Ancône à Montélimar.  Une soixantaine d'avions est présentée et de nombreux autres sont entreposés dans des hangars. La gestion du musée est assurée par une association loi de 1901 qui regroupe en majorité des bénévoles.

## Historique
Le musée a été créé le 10 juin 1985 par Bernard Cayrier. Il était au début un simple musée avec un seul hangar. Il est aujourd'hui composé de plus de soixante avions avec plusieurs hangars. Le président actuel du musée est Alain Bes.
Le musée est jumelé avec le musée de l'aviation militaire de Payerne en Suisse. Le musée de Montélimar et le musée de Payerne ont effectué plusieurs échanges d'avions au fil du temps.

## Collections

### Avions Dassault
- Alphajet A
- Étendard IV M
- Falcon 20
- Flamant MD 311-312-315
- Ouragan MD 450
- Étendard IV
- Mirage 2000 B
- Mirage 2000 C
- Mirage III A
- Mirage III B
- Mirage III C
- Mirage III E
- Mirage III EX

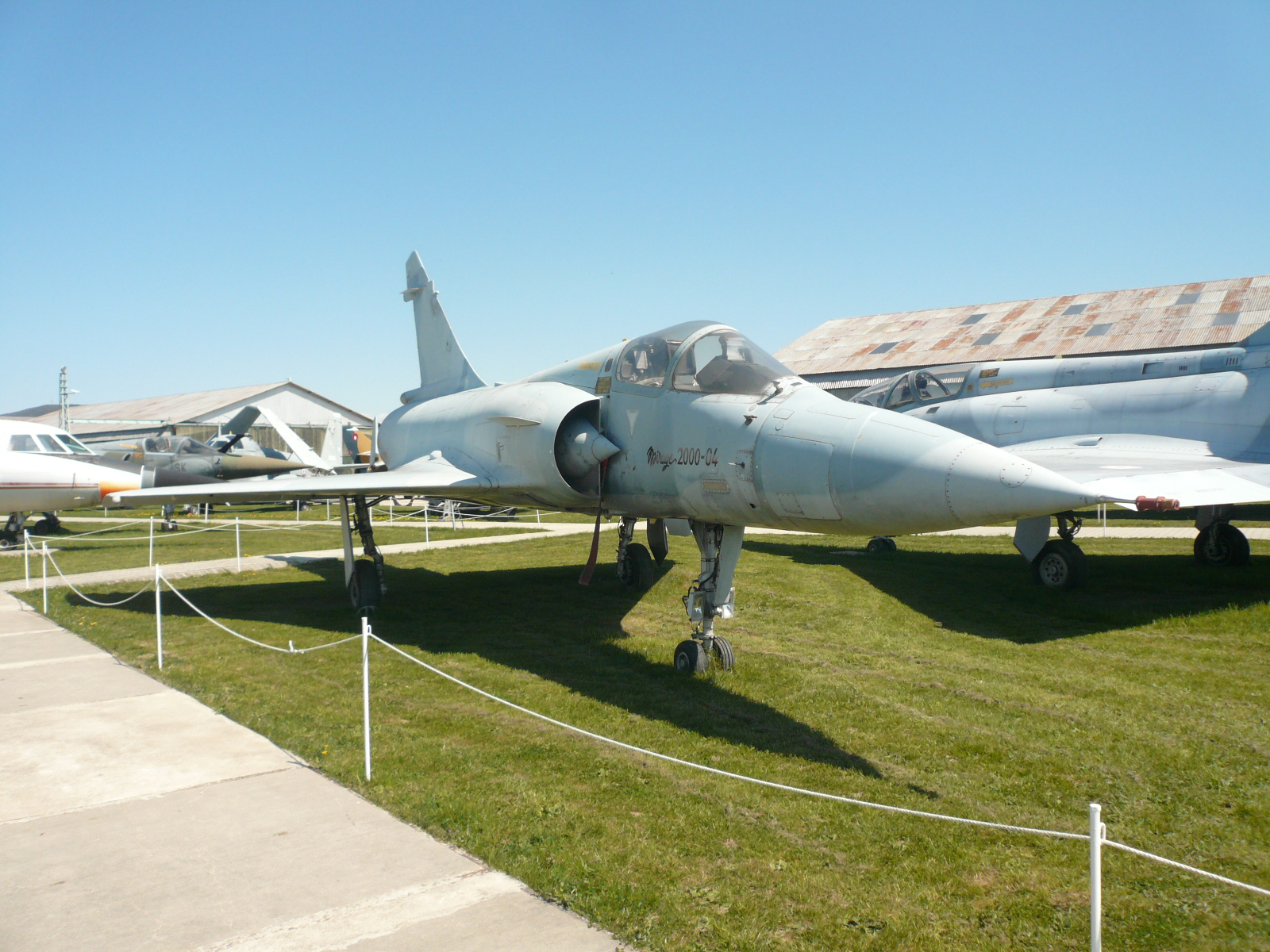
Mirage 2000C

- Mirage III S (Forces aériennes suisses)
- Mirage III BS (Forces aériennes suisses)
- Mirage III RS (Forces aériennes suisses)

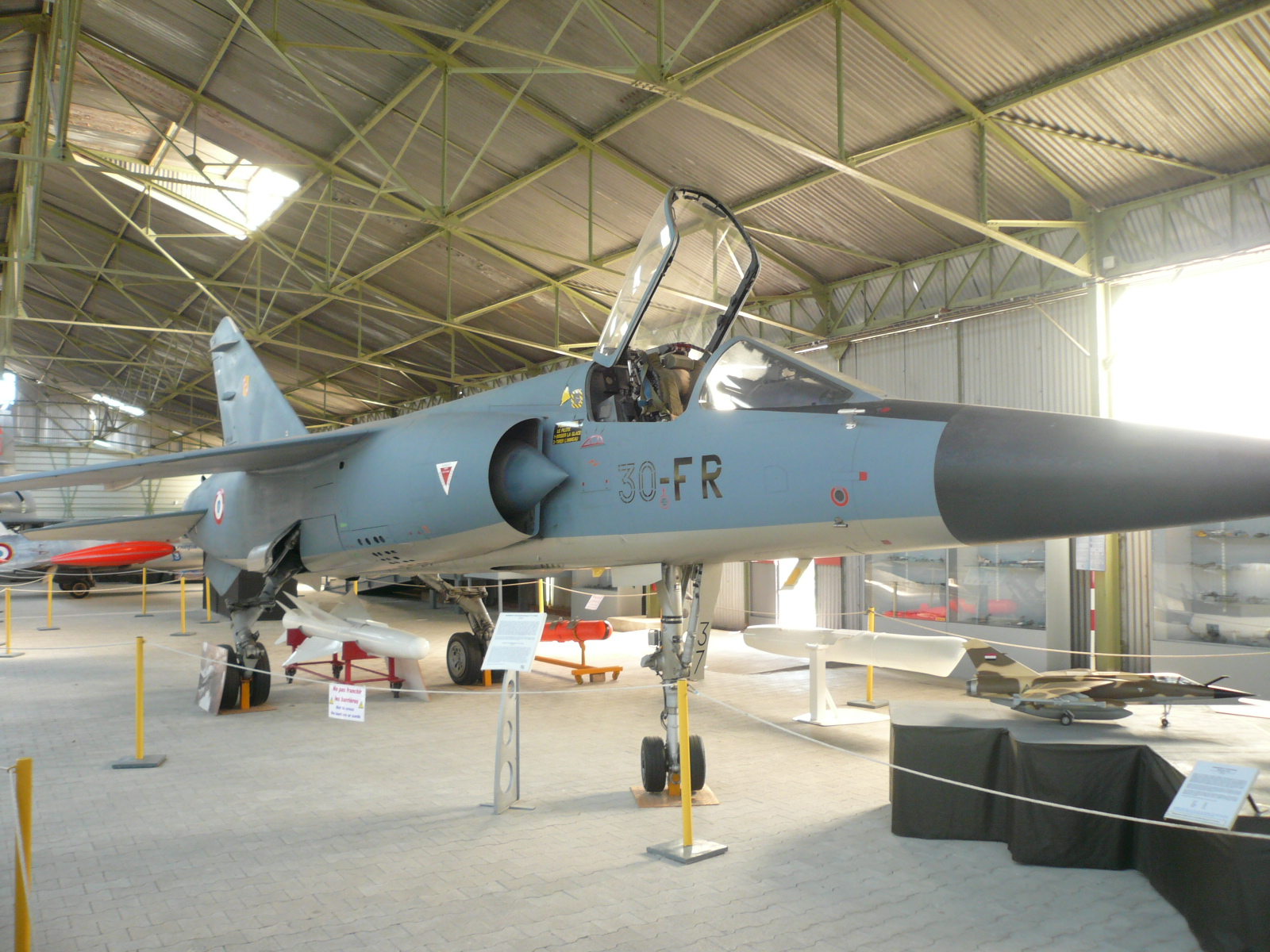
Mirage F1

- Mirage IV

- Mirage V
- Mirage F1 B
- Mirage F1 C
- Mirage F1 CT
- Mirage G 08-02
- Super Mystère B2

### Avions d'autres constructeurs
- Breguet Br.1050 Alizé
- Canadair CT-33
- De Havilland Venom FB 1 (Forces aériennes suisses)
- De Havilland Vampire F Mk6 (Forces aériennes suisses)
- De Havilland Vampire T Mk11 (Royal Air Force)

- Douglas DC-3
- Douglas DC-7
- Douglas A-4 Skyhawk
- Embraer EMB 312 Tucano
- Aeritalia G.91 T1
- 4 Fouga CM-170 Magister
- Gloster Meteor NF-11

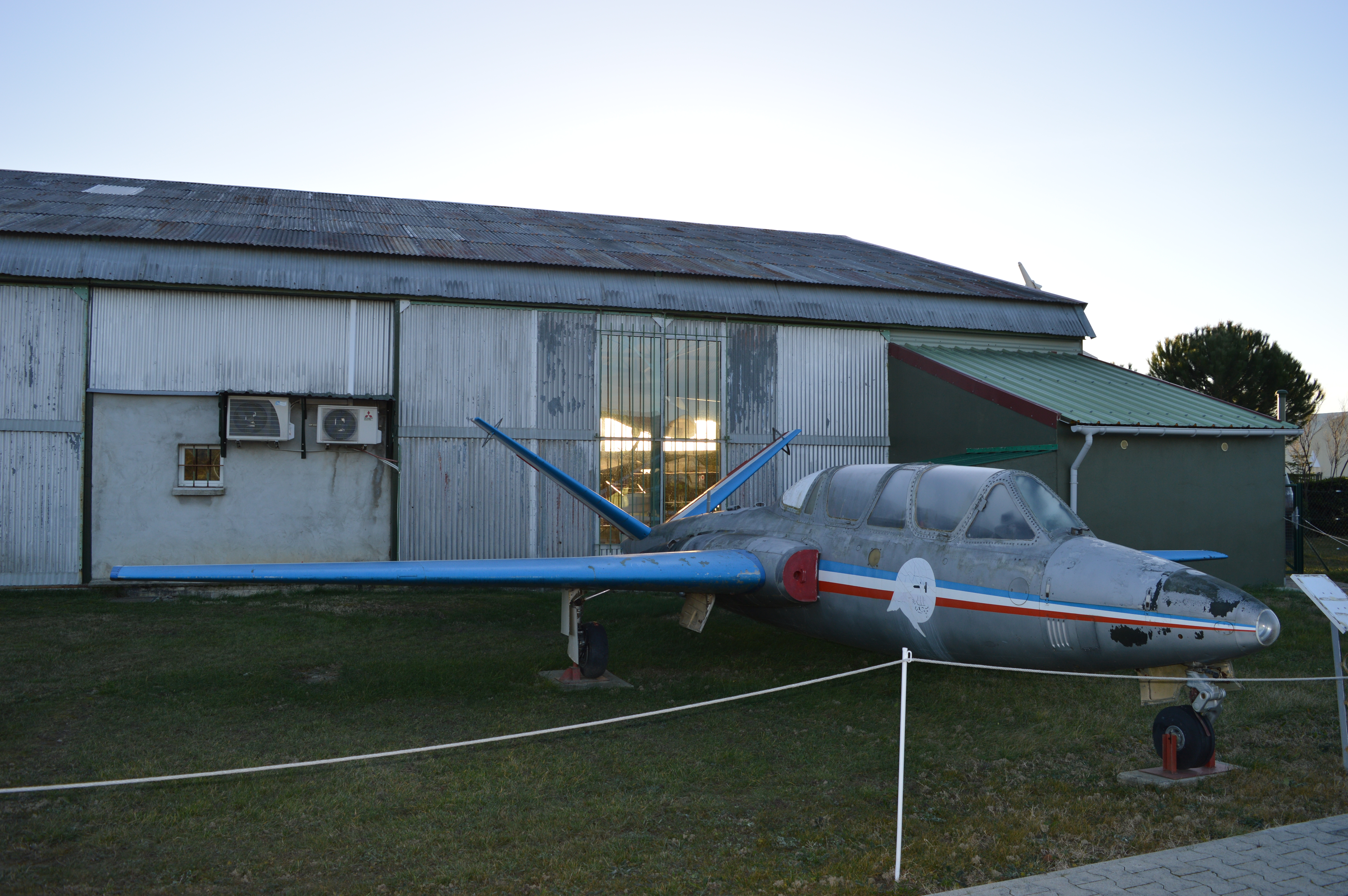
Fouga CM-170 Magister

- Hawker Hunter Mk58 A (Forces aériennes suisses)

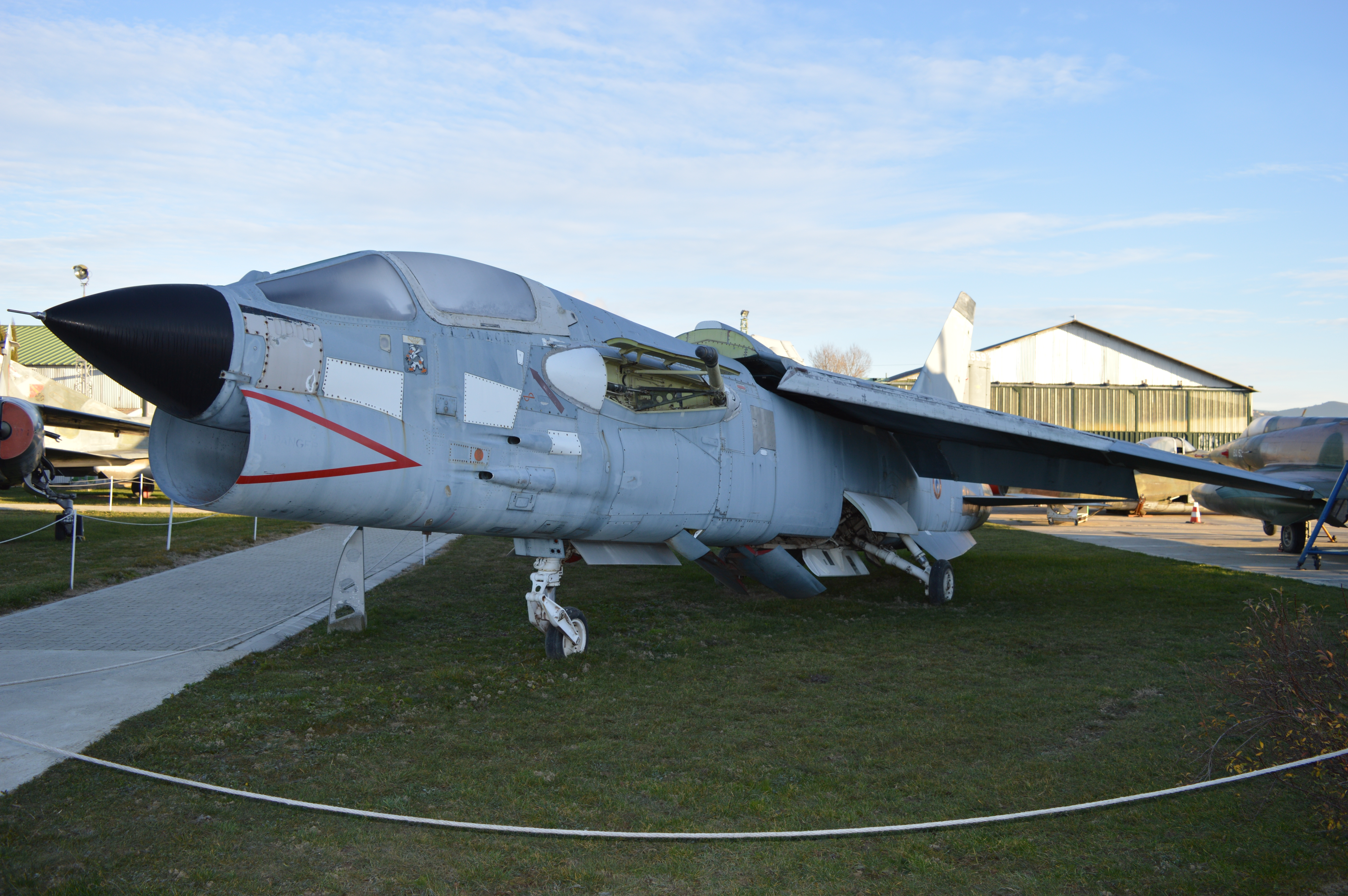
F-8 Crusader

- Lockheed T-33 Silver Star
- Mikoyan-Gourevitch MiG-17
- Mikoyan-Gourevitch MiG-21
- Mikoyan-Gourevitch MiG-23
- Morane-Saulnier MS.760 Paris IIR

- Morane-Saulnier MS.733 Alcyon
- PZL TS-11  Iskra
- Republic F-84 Thunderjet
- Saab 37 Viggen
- SEPECAT Jaguar
- SNCAN SV-4
- Socata TB-30 EPSILON
- Sud-Aviation SE 210 Caravelle
- SNCASE SE.3130 Alouette II
- Vought F-8 Crusader
- Wassmer Bijave

### Maquettes
Le musée contient de nombreuses maquettes d'avions militaires, civils et des prototypes.

### Bronco

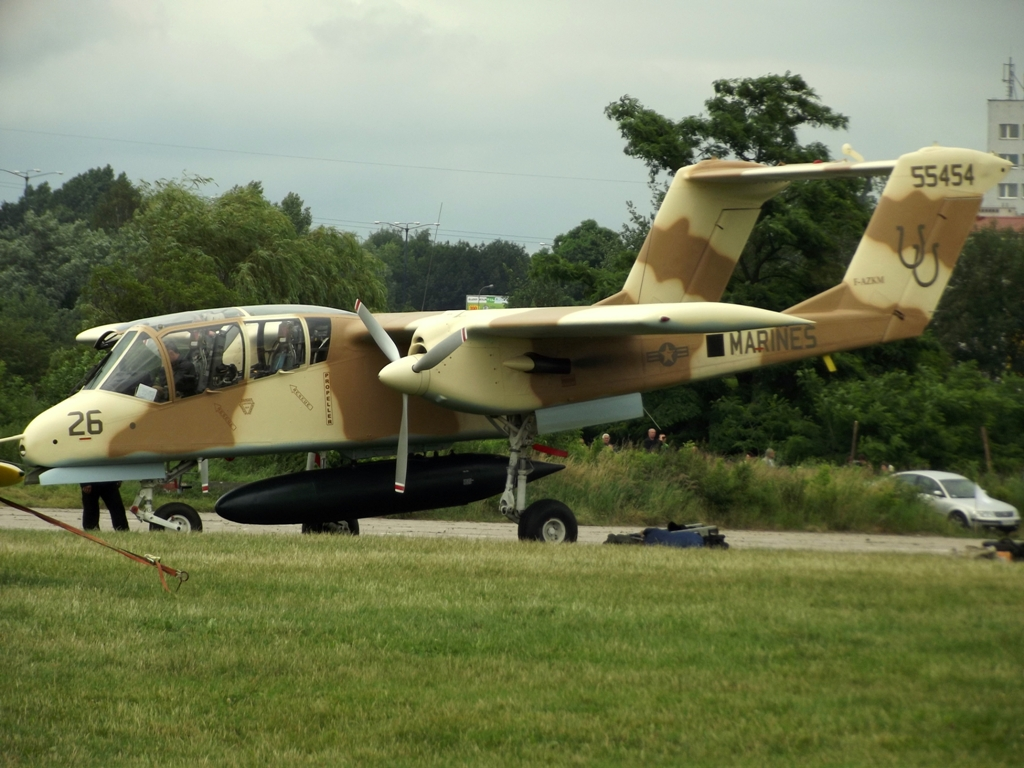
Bronco du musée, immatriculé F-AZKM

Le musée possède un avion bi-turbopropulseurs North American OV-10 Bronco en état de vol immatriculé F-AZKM, ancien appareil de la Luftwaffe. Il participe à de nombreux meetings aériens en France, Suisse et ailleurs en Europe. Ce sont les membres du musée qui l'entretiennent et qui le font voler. Le Bronco est une source importante de revenus pour le musée.

## Activités

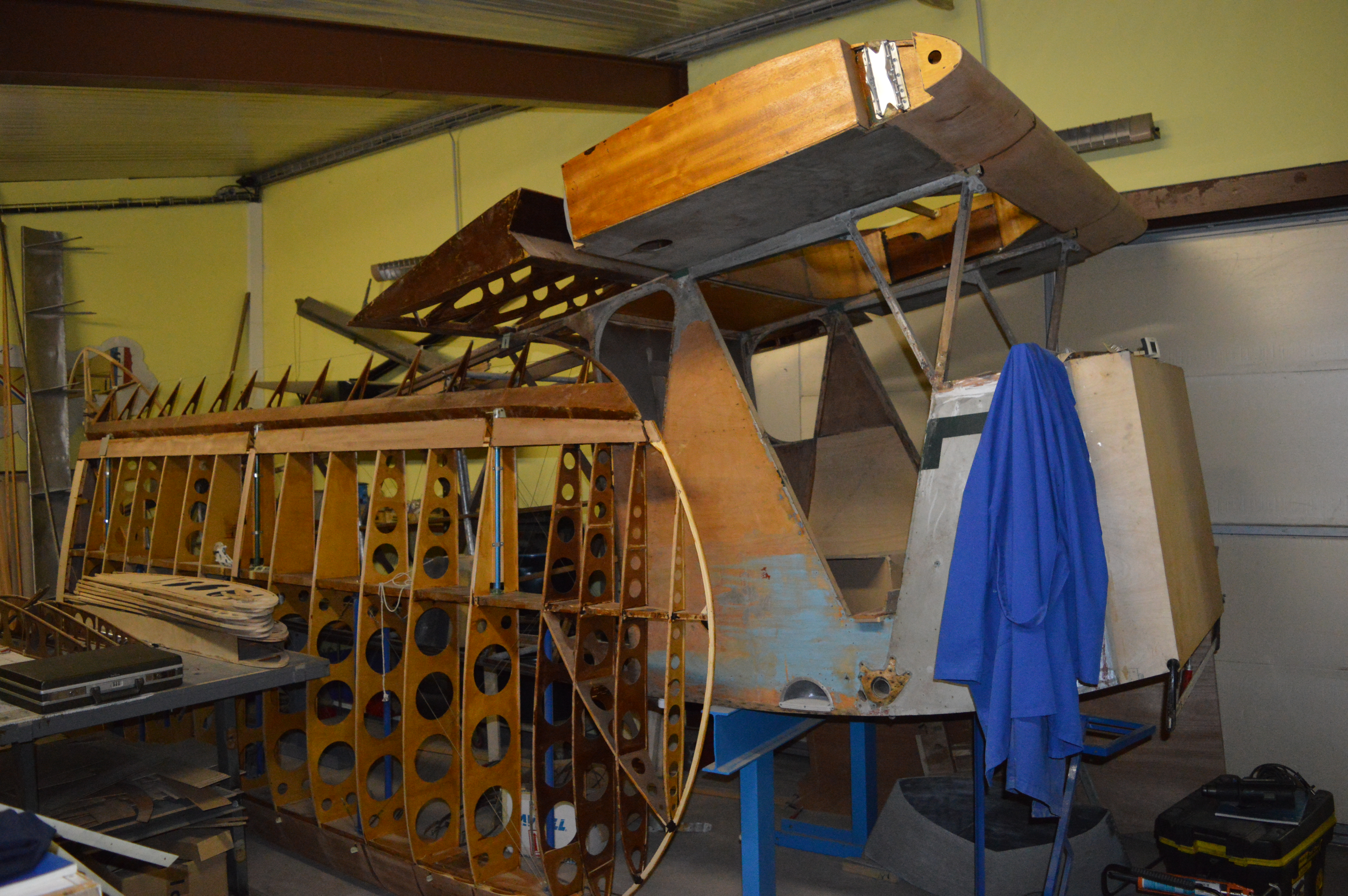
Potez 36 en cours de restauration

Outre la présentation d'avions, le musée a plusieurs autres activités 
- Le musée forme au Brevet d'Initiation Aéronautique (BIA) gratuitement et propose aussi la formation à la construction en bois en en toile.
- Le musée organise des manifestations comme Montélico, les rencontres aéro-historiques présentant des avions mythiques tels que le P-51D  et aussi la fête de la science.
- Un bénévole du musée restaure un Potez 36 classé au patrimoine historique avec l'objectif de le faire à nouveau voler.

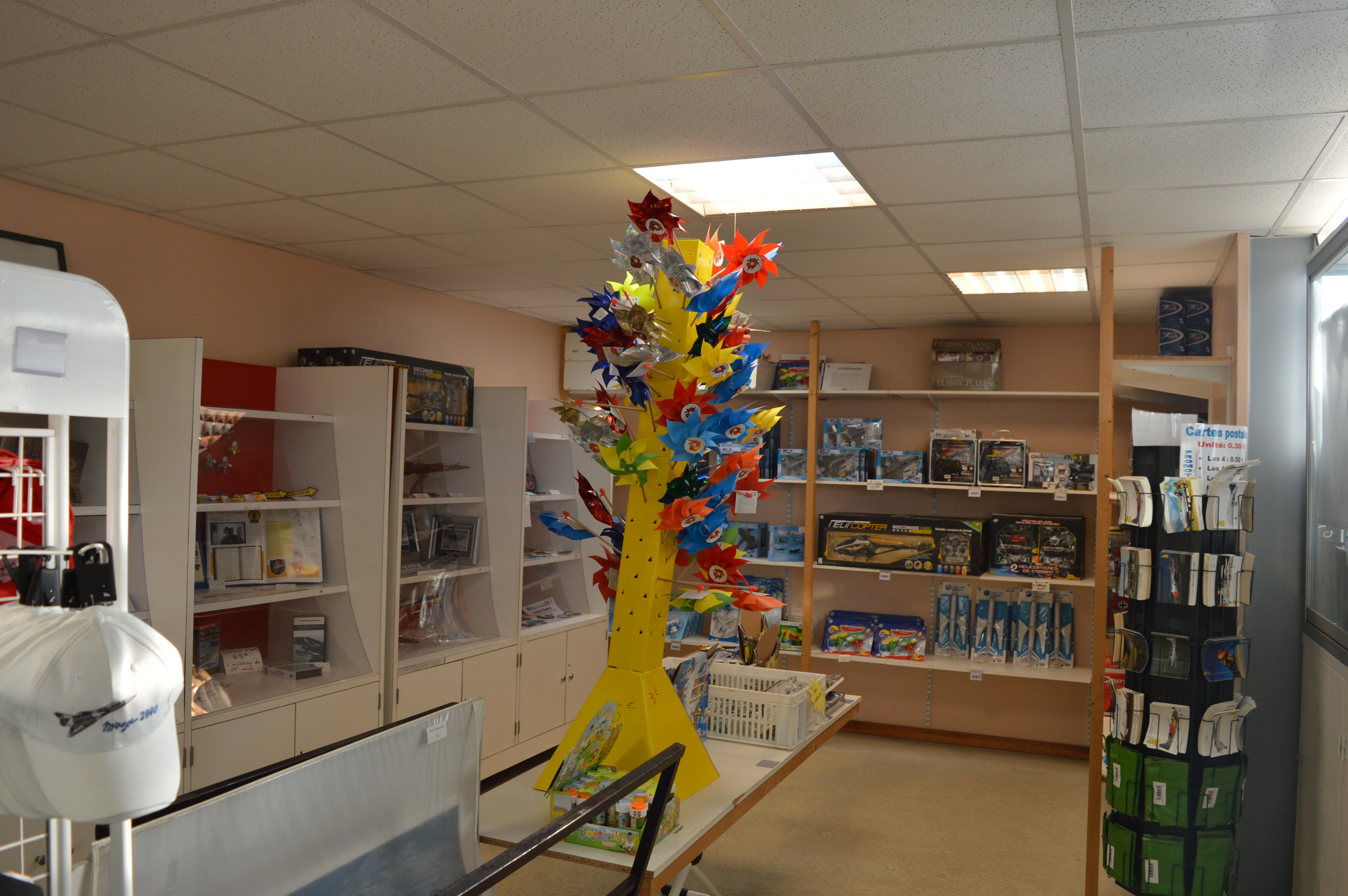
Boutique MEAC

- Le musée comprend une boutique vendant des maquettes et des accessoires.